# Circo das Celebridades
Circo das Celebridades é um programa de televisão português, exibido pela TVI e produzido pela Endemol, onde dez famosos aprendem a lidar com as dificuldades da vida circense.
Apresentado por Júlia Pinheiro e José Pedro Vasconcelos, estreou a 19 de março de 2006 com uma audiência média de 11.0% e um share de 36.3% e a última emissão em direto fez 12.4% rating e 46.0% de share.

## Participantes
- Marta Cardoso
- Miguel Melo
- Sara Aleixo
- Mané Ribeiro
- Mico da Câmara Pereira
- José Castelo Branco
- Sónia Hermida
- Carlos Xavier
- Natália de Sousa
- António Calvário